# Jol Hic'Batil
Jol Hic'Batil är en ort i Mexiko.   Den ligger i kommunen Chilón och delstaten Chiapas, i den sydöstra delen av landet, 800 km öster om huvudstaden Mexico City. Jol Hic'Batil ligger 723 meter över havet och antalet invånare är 838.
Terrängen runt Jol Hic'Batil är lite bergig. Runt Jol Hic'Batil är det ganska glesbefolkat, med 43 invånare per kvadratkilometer. Närmaste större samhälle är Río Jordán, 14,8 km nordost om Jol Hic'Batil. I omgivningarna runt Jol Hic'Batil växer i huvudsak städsegrön lövskog.